# Famille Armfeldt

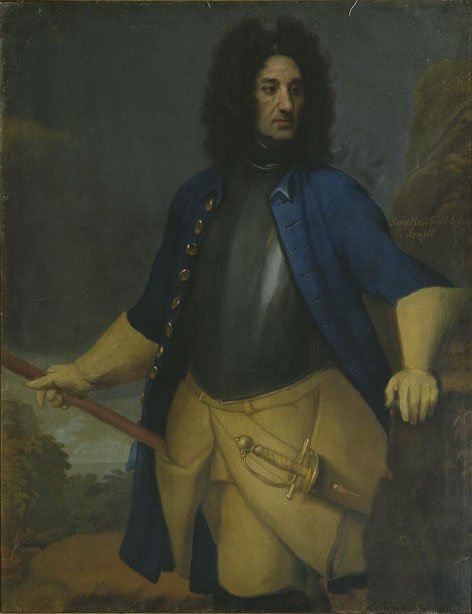
Général, baron Carl Gustaf Armfeldt.

Portrait du comte Gustaf Mauritz Armfelt (1757-1814).

La famille Armfeldt, ou Armfelt, est une famille noble suédoise et finlandaise qui s'est ramifiée dans plusieurs pays autour de la Baltique,.

## Histoire

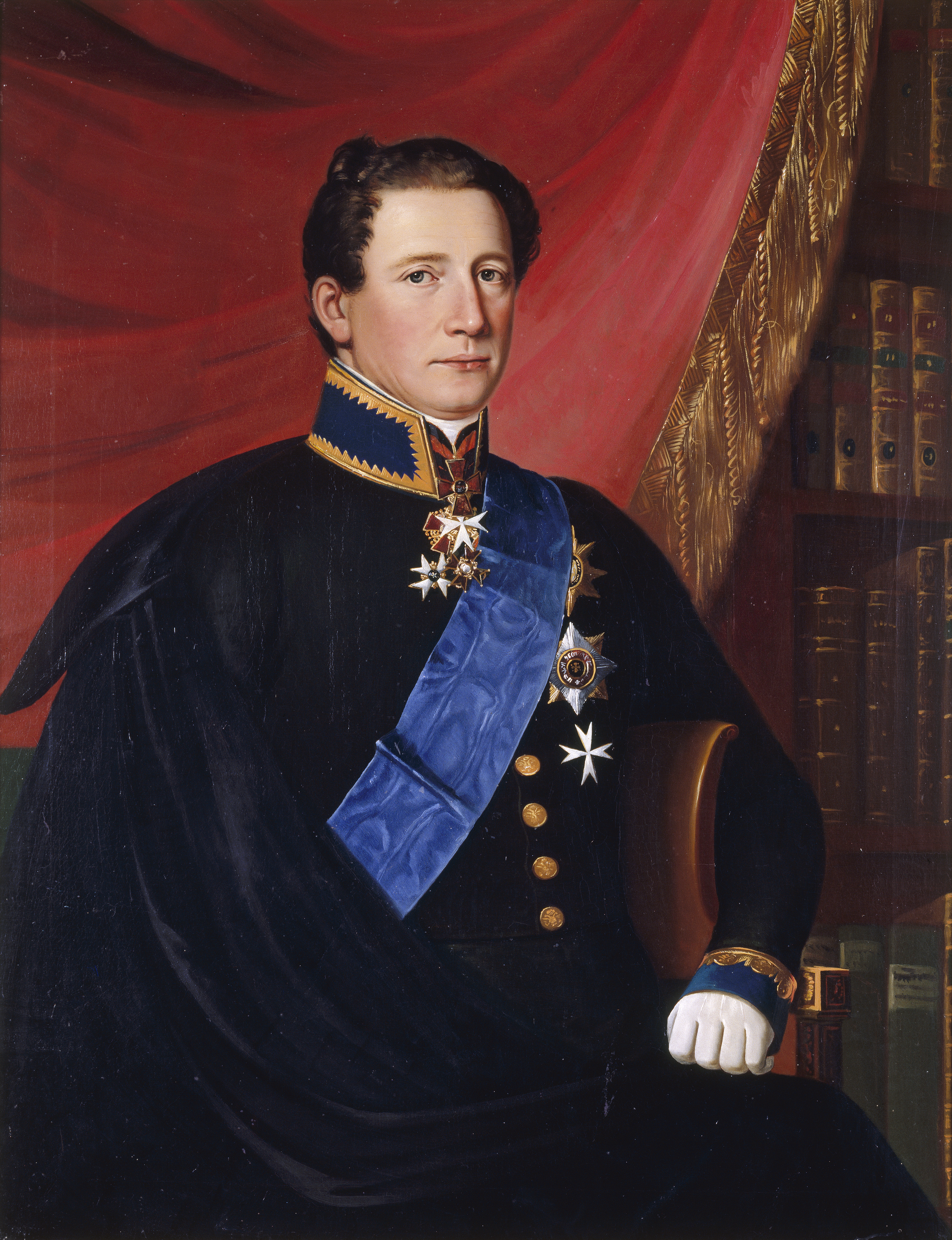
Comte Alexander Armfelt.

L’ancêtre de la famille noble Armfelt est le Suédois Erik Larsson, né sur l’île de Frösön, qui fut anobli sous le nom d’Armfelt en 1648. La famille Armfelt fut introduite à la Maison de la noblesse de Suède sous le numéro 458 en 1650. Erik Armfelt fut commandant de Grobin, située en Courlande.
Le général Carl Gustaf Armfelt fut élevé au rang de baron en 1731. La branche baroniale fut introduite à la Maison de la noblesse de Suède sous le numéro 213. Armfelt a servi douze ans en France et a participé à plusieurs guerres. Il a également pris part à la grande guerre du Nord, où il a combattu contre les Russes. Le roi de Suède Charles XII l’a envoyé en expédition militaire à Trondheim.
Les membres de la famille noble Armfelt résidaient principalement en Finlande. Les membres de la famille servirent dans l’armée suédoise. Certains servirent également dans le régiment Royal-Suédois en France,.
Gustaf Mauritz Armfelt devint le favori du roi de Suède Gustave III. Armfelt faisait partie de la suite de Gustave III lors des visites du roi à Rome, Naples et Paris. Armfelt fut président de l’Académie suédoise, directeur du théâtre et de l’opéra de Stockholm, ainsi que membre de l’Académie musicale. La Russie conquit la Finlande à la Suède en 1809. Armfelt retourna en Finlande en 1811, où il possédait le manoir de Joensuu. Armfelt devint le favori de l’empereur Alexandre Ier de Russie, qui était également grand-duc de Finlande. Armfelt fut président du Comité des affaires finlandaises à Saint-Pétersbourg. Alexandre Ier éleva Armfelt au rang de comte en 1812.
La famille Armfelt fut inscrite à la Maison de la noblesse de Finlande en 1818. Branche noble sous le numéro 37, branche baroniale sous le numéro 13, branche comtale sous le numéro 3,,.
Les membres de la famille Armfelt résidaient principalement dans le Grand-Duché de Finlande, qui faisait partie de l’Empire russe.
Le fils du comte Gustaf Mauritz Armfelt, Alexander Armfelt, fut ministre-secrétaire d’État de Finlande à Saint-Pétersbourg et fut considéré comme le principal aristocrate de Finlande.
Les membres de la famille Armfelt furent de hauts fonctionnaires, officiers et membres de la cour impériale. Ils se sont également consacrés au développement de l’agriculture et de l’industrie finlandaises aux XIXe et XXe siècles,.
Les membres de la famille Armfelt possèdent le manoir de Wiurila, situé à Salo, Finlande.

## Personnalités
- Carl Gustaf Armfeldt l'Ancien (1666-1736), baron, général[1]
- Carl Gustaf Armfelt le Jeune (1724-1792), baron, major-général et membre de la conspiration d'Anjala[1]
- Magnus Wilhelm Armfelt (1725–1795), baron, général[1]
- Gustaf Mauritz Armfelt (1757-1814), comte, général, homme d'État et diplomate au service de l'Empire russe[1]
- August Filip Armfelt (1768-1839), baron, lieutenant-colonel, propriétaire du manoir Wiurila[1]
- Gustaf Magnus Armfelt (1792-1856), comte, lieutenant-général et inspecteur des troupes du grand-duché de Finlande, fils du précédent[1]
- Alexandre Armfelt (1794-1876), comte, frère du précédent, ministre et secrétaire d'État du grand-duché de Finlande[1]
- Carl Magnus Vilhelm Armfelt (1797-1878), comte, général[1]
- Magnus Reinhold Armfelt (1801-1845), comte, propriétaire du manoir Wiurila[1]
- Gustaf Vilhelm Arthur Armfelt (1821-1880), comte, général[1]
- August Magnus Gustaf Armfelt (1826–1894), comte, chambellan, propriétaire du manoir Wiurila[1]
- Alexander Johan Fredrik Armfelt (1826-1898), contre-amiral de la marine impériale russe[2]
- Mauritz Wladimir Armfelt (1827-1888), comte, maître d'écurie, membre de la Chancellerie des Ordres de l'Empire russe[1]
- Gösta Philip Armfelt (1830–1880), comte, écrivain[1]
- Carl Magnus Mauritz Armfelt (1836-1890), comte. industriel, mécène, chambellan[1]
- Olga Fedtchenko, née Armfelt (1845-1921), botaniste
- Carl Alexander Armfelt (1850–1925), comte, précepteur (cours), conseiller du secrétaire d'État du ministère des Affaires étrangères de Finlande, propriétaire du manoir de Joensuu[1]
- Carl August Reinhold Lars Armfelt (1862-1942), comte, propriétaire du manoir Wiurila[1]
- Alexandrine Armfelt (1866–1933), compositeur
- Karl Gustaf Hjalmar Armfelt (1873–1959), menuisier
- Anita Armfelt (1909–1988), écrivain
- Carl Armfelt (1956-), compositeur

## Propriétés
- Domaine de Hallikko (sud-ouest de la Finlande)
- Manoir de Wiurila

## Pour approfondir